# Nagy dajkapoloska
A nagy dajkapoloska vagy nagy címerespoloska (Acanthosoma haemorrhoidale) a rovarok (Insecta) osztályának félfedelesszárnyúak (Hemiptera) rendjébe, a poloskák (Heteroptera) alrendjébe, ezen belül a címerespoloska-alkatúak (Pentatomomorpha) alrendágába és a dajkapoloskák (Acanthosomatidae) családjába tartozó faj.

## Előfordulása
A nagy dajkapoloska a palearktikus faunatartomány eurázsiai részében honos, ahol rendszeresen előforduló faj.

## Megjelenése
A nagy dajkapoloska 1,5–1,7 centiméter hosszú, a hazai dajkapoloskák közt messze a legnagyobb, takaros rajzolatú rovar, az előtor hasoldalán hosszú, magas tarajjal. Feje fekete-sárga, szárnyfedői és az előhát szegélye vérvörös, sárgászöld, finom sötét foltokkal. A hátsó szárnyak széle világos.

## Életmódja
A nagy dajkapoloska lomberdők tisztásain, erdőszéli bozótosokban legszívesebben a madárberkenyén (Sorbus aucuparia) és a galagonyán (Crataegus) él. Kizárólag növényi nedvekkel táplálkozik. Több más dajkapoloskával ellentétben a nőstény ivadékgondozása nem a kikelt lárvák őrzésében fejeződik ki, hanem abban, hogy különleges mirigyei váladékával védi a tojásait.

## Képek

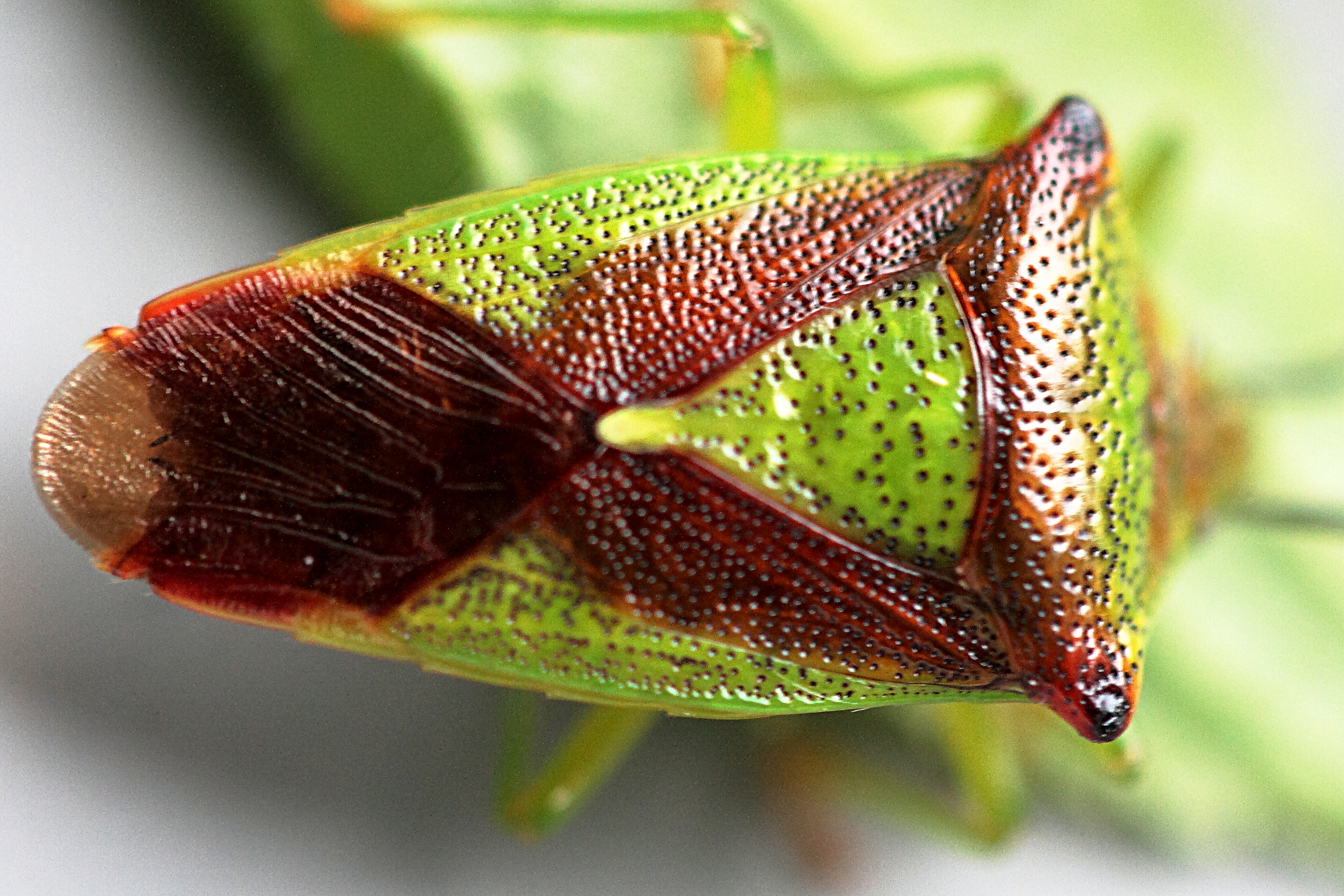
A háta,
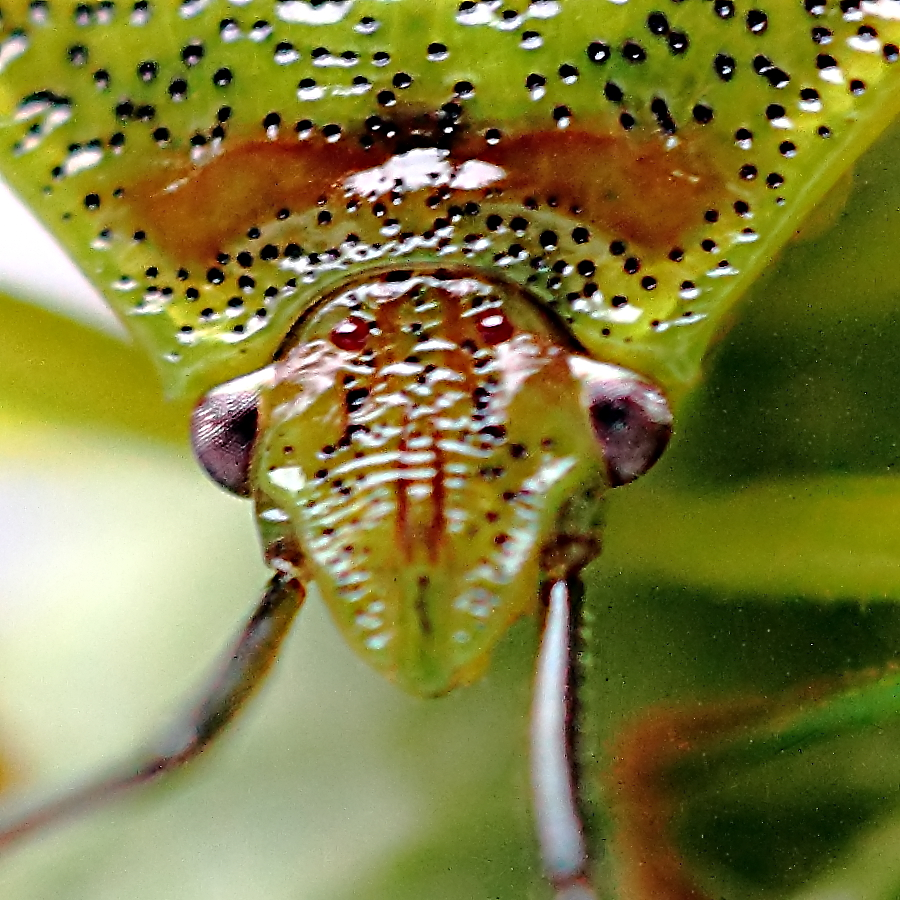
a feje és
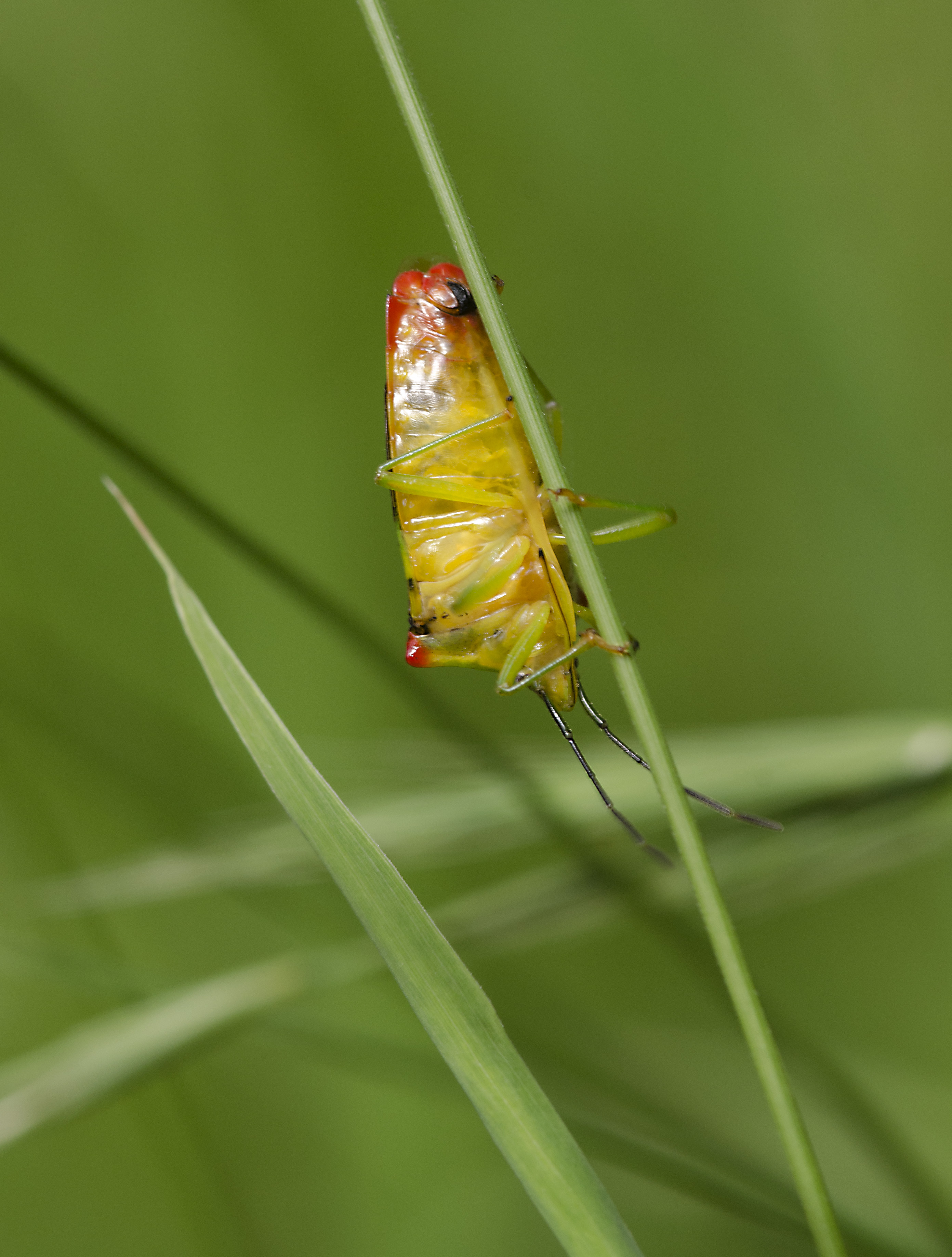
részben alulról
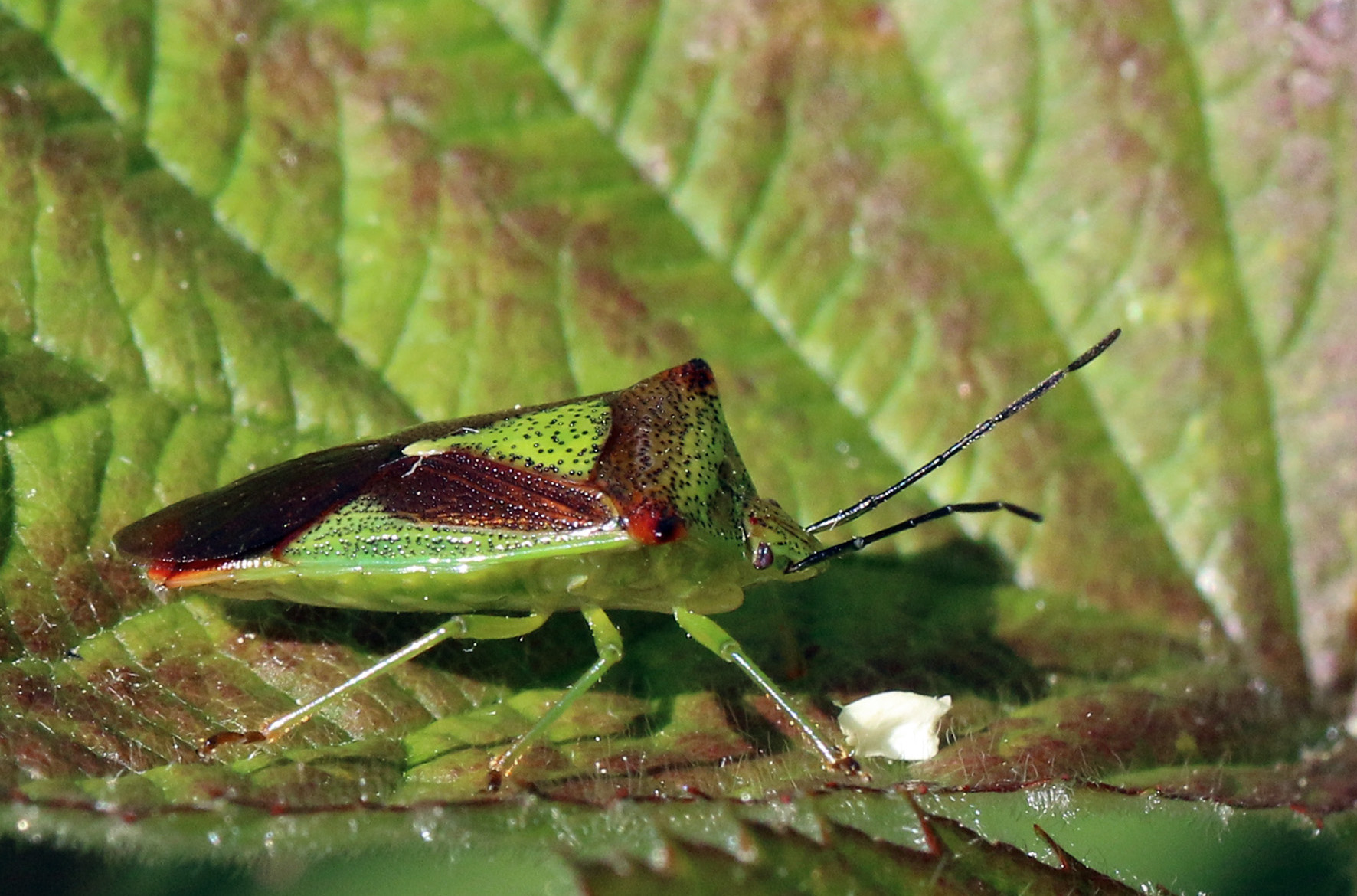
Táplálékkereséskor
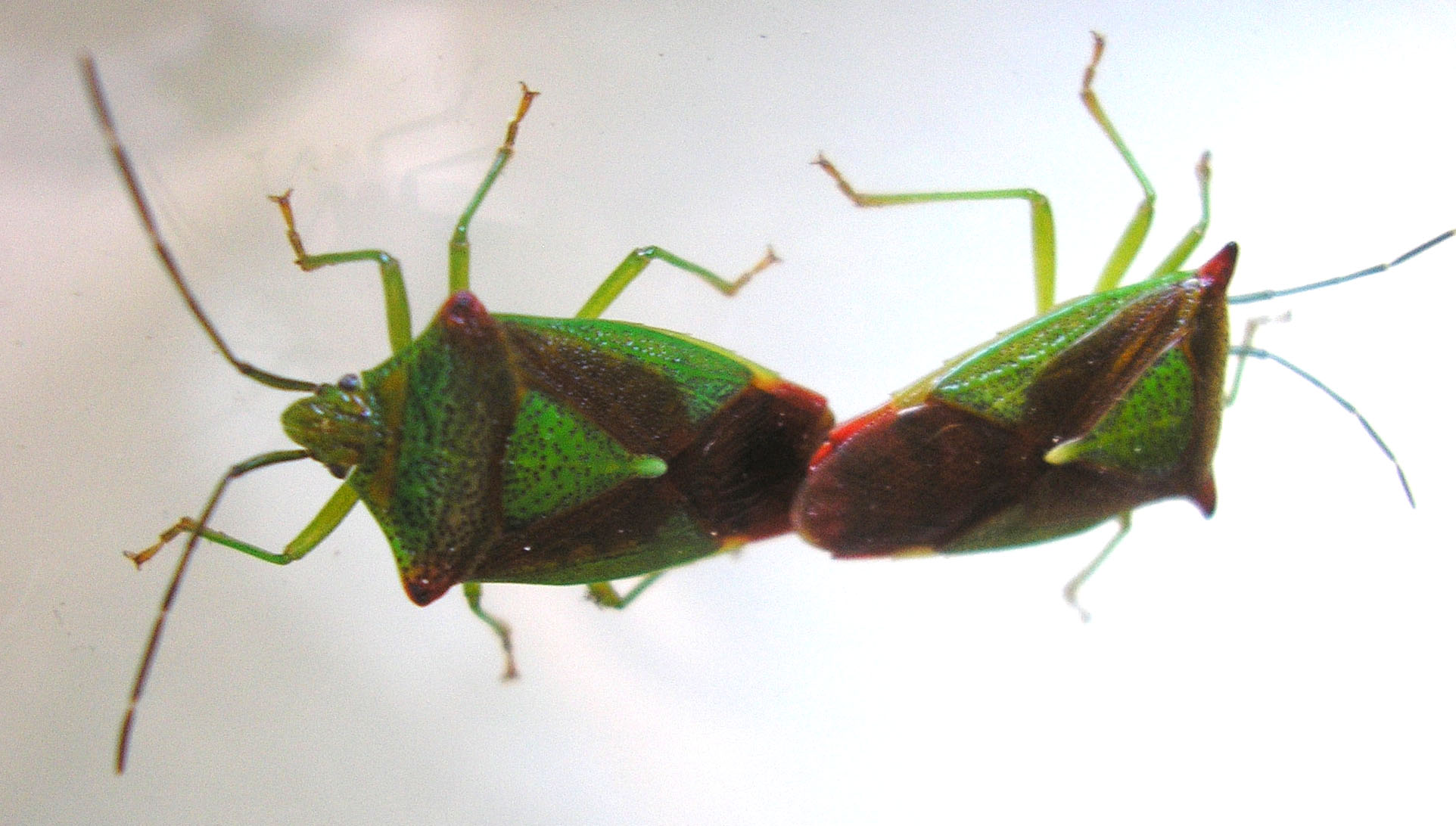
Párosodás közben
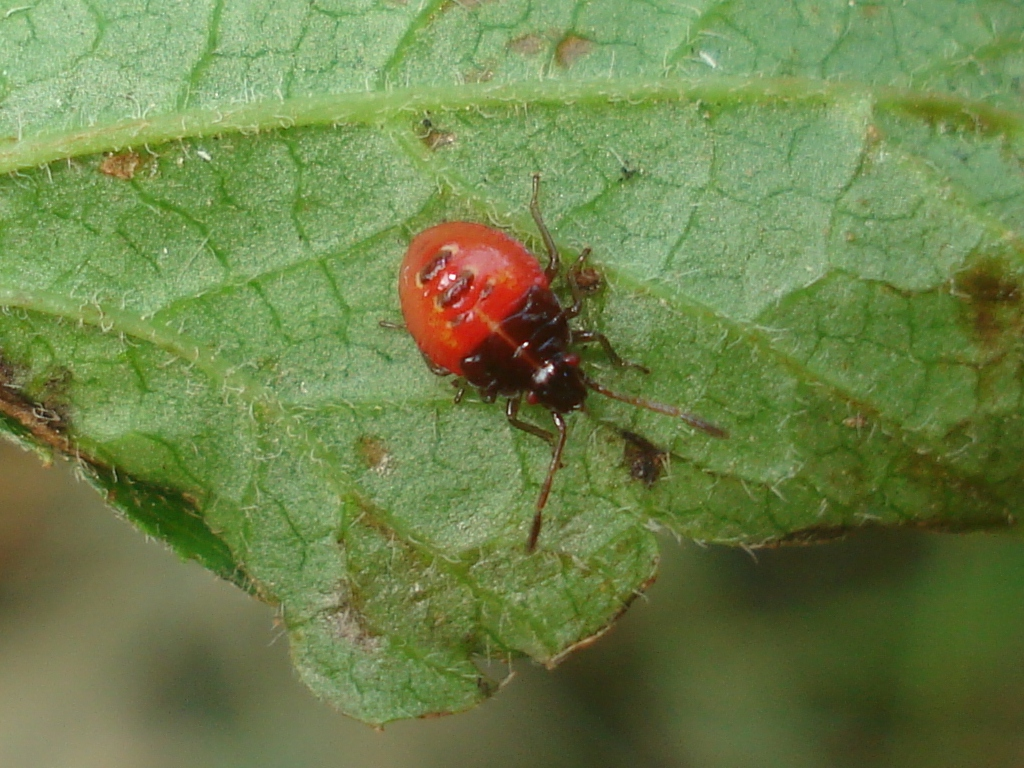
Fiatal nimfa és
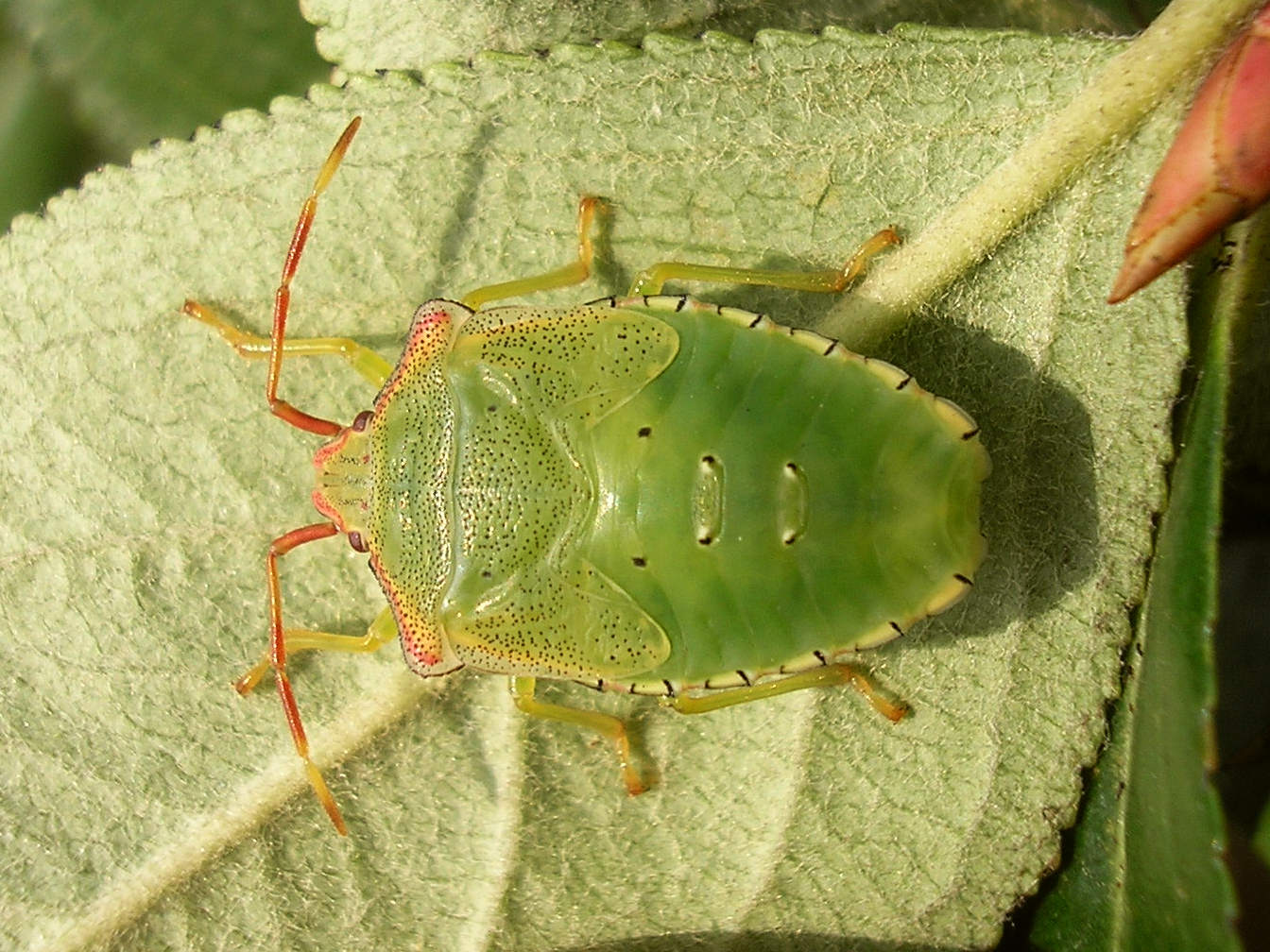
fejlettebb nimfa